# 中國民主進步黨
中國民主进步黨是中華民國的一個已廢止備案政黨。此前主席为周庆峻，兼中華愛國同心會會長。張秀葉任該党秘書長兼該會秘書。該黨榮譽總監为張安樂。
在該黨廢止備案前的負責人降中誠是曾因組織犯罪、詐欺、背信、恐嚇取財、傷害等罪嫌遭警方逮捕的外省掛黑幫四海幫海雷堂堂主。

## 歷史
2005年10月16日中國民進黨在台北市創黨，同年10月18日向中華民國內政部申请备案；同年12月9日獲得批准，成爲内政部立案的第114個政黨。輿論普遍認爲，中國民進黨的成立，是對泛綠陣營在南投縣埔里鎮成立的台灣國民黨的反擊行動。
中國民進黨的立場傾向與中華人民共和國統一、兩岸統一，並於2006年組團前往中國大陸訪問。
2018年中華民國地方公職人員選舉時，中國民進黨派秘書長張秀葉於中正萬華區競選台北市議員，然而張秀葉接受來自中華人民共和國的資金並賄選而遭到台北地檢署約談且搜查競選總部等地點，有幹部坦承涉賄。僅得兩百多票以該區最低票落選。張秀葉和周慶峻並擅自對外收受新台幣約17萬元政治獻金，還非法收受中國、港澳等地達新台幣約189萬元的政治獻金，作為參選活動費，以每桌8000元的日本料理餐會於2018年替張秀葉賄選，一審臺北地方法院判張秀葉有期徒刑3年5個月、周慶峻3年4個月，兩人皆褫奪公權3年。周妻林明美被判3年3個月，褫奪公權兩年。周因2019冠狀病毒病死亡後獲判公訴不受理。2022年7月25日，最高法院維持對張秀葉之原判，競選辦公室主任陳玲湘判1年10個月，褫奪公權2年，緩刑4年。張秀葉與林明美因潛逃中華人民共和國被通緝40年。